# Kecia Morway
Kecia Morway (* 25. August 1991) ist eine ehemalige US-amerikanische Fußballspielerin, die zuletzt in der Saison 2014 bei den Chicago Red Stars in der National Women’s Soccer League unter Vertrag stand.

## Karriere
Morway lief während ihres Studiums an der University of Notre Dame und am Colorado College für die dortigen Hochschulmannschaften der Notre Dame Fighting Irish beziehungsweise CC Tigers auf. Unmittelbar vor Saisonbeginn 2014 wurde sie von der NWSL-Franchise der Chicago Red Stars verpflichtet und debütierte dort am 26. April im Heimspiel gegen Washington Spirit als Einwechselspielerin. Nach elf weiteren Einsätzen für Chicago gab sie vor Beginn der Saison 2015 ihr Karriereende bekannt.